# Paragus azureus
Paragus azureus är en tvåvingeart som beskrevs av Hull 1949. Paragus azureus ingår i släktet stäppblomflugor, och familjen blomflugor.
Artens utbredningsområde är Socotra. Inga underarter finns listade i Catalogue of Life.